# Kropenka (jeskyně)
Kropenka je jediná přírodní jeskyně nacházející se v okolí města Zlaté Hory, nalézá se u obce Ondřejovice v Jeseníkách. Všechny ostatní podzemní prostory v okolí vznikly v nedávné minulosti lidskou činností při dobývání nerostů (hornictví), jde tedy o opuštěné štoly či šachty, nikoliv o jeskyně. 
Jde o vápencovou skalní dutinu pocházející pravděpodobně z období svrchního devonu dlouhou přibližně 10 metrů. Jeskyně byla podrobně speleoologicky prozkoumána na počátku 80. let 20. století, na jejím dně byly nalezeny drobné kosti.